# Euderces posticus
Euderces posticus är en skalbaggsart som först beskrevs av Francis Polkinghorne Pascoe 1866. Euderces posticus ingår i släktet Euderces och familjen långhorningar.
Artens utbredningsområde är Panama. Inga underarter finns listade i Catalogue of Life.